# David av Menevia
David av Menevia, född cirka 500, död 1 mars 589 i St David's, Pembrokeshire, var en walesisk kyrkoman, biskop av St David's. Han var helgon inom Romersk-katolska kyrkan, med festdag 1 mars, samt Wales skyddshelgon. Han var vegetarian och förknippas ofta med purjolök och påsklilja.
David av Menevia omtalas första gången i skriftliga handlingar på 900-talet, och anges då vara död 601. En sen legend anger honom som instiftare av 12 kloster. Han kanoniserades 1120. David av Menevia avbildas oftast stående på en kulle med en duva.